# Петра Шюрманн
Петра Шюрманн-Фройнд (нім. Petra Schürmann-Freund 15 вересня 1933 — 14 січня 2010) — німецька модель, телеведуча і актриса.

## Біографія
Шюрманн виграла конкурс Міс Світу 1956, представляючи Західну Німеччину, та стала першою німкеня з таким титулом, слідом за нею цей титул завоювала Габріелла Брум в 1980 році, але склала з себе повноваження через добу після перемоги. На національному конкурсі Міс Німеччина Петра зайняла лише третє місце, однак саме її відправили на міжнародний конкурс «Міс Світу», так як вона добре знала англійську мову.
Вона вивчала філософію і психологію в Боннському і Кельнському університетах.
Після перемоги на конкурсі «Міс Світу» вона продовжила навчання в Мюнхені.
У 1960-х роках вона зробила кар'єру на радіо і телебаченні, живучи в Мюнхені і працюючи в громадській телерадіокомпанії Bayerischer Rundfunk. Вона також написала кілька книг.

## Особисте життя
У 1973 році вийшла заміж за доктора Гергарда Фройнда (нім. Gerhard Freund), від якого вона ще в 1967 році народила доньку Александру. Народження дитини трималося в таємниці, оскільки на той момент Фройнд був одружений з актрисою Маріанне Кох.
Александра Фройнд зробила успішну кар'єру на телебаченні в рідному Мюнхені і загинула в 2001 році у 34-річному віці в автомобільній аварії.
Петра Шюрманн важко переживала смерть дочки, з якою вони були дуже близькі, і до кінця життя не оговталася від втрати.

## Смерть
Петра Шюрманн разом з чоловіком самотньо проживали у озера Штарнбергер-Зее неподалік від Мюнхена. Коли він помер в серпні 2008 року, вони були одружені вже протягом 35 років.
Померла 14 січня 2010 року в місті Штарнберг після тривалої хвороби.